# James DePreist
James DePreist, född 21 november 1936 i Philadelphia, Pennsylvania, död 8 februari 2013 i Scottsdale, Arizona, var en amerikansk dirigent. Han var en av de första svarta amerikanska dirigenter som blev internationellt betydande.

## Fotnoter
1. 1 2  Internet Movie Database, IMDb-ID: nm0220144co0047972, läst: 16 oktober 2015.[källa från Wikidata]
2. 1 2  SNAC, SNAC Ark-ID: w6wq049t, läs online, läst: 9 oktober 2017.[källa från Wikidata]
3. 1 2  Find a Grave, Find A Grave-ID: 104880275, läs online, läst: 9 oktober 2017.[källa från Wikidata]
4. ↑  The Oregon Encyclopedia, Oregon Historical Society och Portland State University, läs online.[källa från Wikidata]
5. ↑  Find a Grave, läs online, läst: 28 juni 2024.[källa från Wikidata]
6. ↑  Eileen Southern, Biographical Dictionary of Afro-American and African Musicians, Greenwood Publishing Group, 1982.[källa från Wikidata]
7. ↑  läs online, www.npr.org  .[källa från Wikidata]
8. ↑  Find a Grave, läs online, läst: 12 juni 2024.[källa från Wikidata]
9. ↑  läs online, journal.juilliard.edu .[källa från Wikidata]
10. 1 2 3 4  The Oregon Encyclopedia, Oregon Historical Society och Portland State University, läs onlineläs online.[källa från Wikidata]
11. 1 2  Joseph Kahn (red.), The New York Times, The New York Times Company och Arthur Gregg Sulzberger, läs online och läs onlineläs online .[källa från Wikidata]
12. 1 2  läs online, id.loc.gov .[källa från Wikidata]
13. ↑  läs online, www.ulaval.ca .[källa från Wikidata]